# 美味しい曖昧
美味しい曖昧（おいしいあいまい）は、日本の女性アイドルグループ。OISHII.inc所属。

## 概要
元々「SCREW YOU」というグループで2019年7月から10月まで活動していた5人が現事務所に所属、2020年2月デビュー。グループ名は「美味しい⚪︎⚪︎」とすることは決まっていて、メンバーに「⚪︎⚪︎」の漢字2文字を挙げてもらった中から「曖昧」に決まった。
1周年を前にした2021年2月、メンバー卒業により活動休止。同年6月新メンバー加入により活動再開。
総合プロデューサーとサウンドプロデューサーは、桜えび〜ず（現ukka）の楽曲を手掛けていたピオーネ。ピオーネは2023年10月までグループのプロデューサーでもあったが、11月より西園寺パセリが就任。

## 略歴
2020年
- 2月22日、「Tribu Pre.「DAY」」（新宿MARZ）にてお披露目。
- 4月27日、初の音源『曖昧なシングル1』配信リリース[4]。

2021年
- 2月1日、彩負屋なるみ、台帯えいなの卒業、および2月22日に新宿MARZで開催予定だったワンマンライブ中止を発表[5]。
- 2月6日、彩負屋なるみ卒業[5]。
- 2月13日、台帯えいな卒業、現体制終了[5]。
- 5月1日、新メンバー（彩負屋ねむり、双詩科なのは）を公開[6]。
- 6月4日、再始動記念・無料プレワンマンライブ 「曖昧なレセプション」（新宿MARZ）開催。
- 8月20日、1stアルバム『曖昧なアルバム1』配信リリース開始[7]。
- 8月21日、美味しい曖昧 1st ONEMAN「曖昧なワンマン1」（Zirco Tokyo）開催[8]。
- 12月4日、『曖昧なアルバム1』CD販売開始[9]。

2022年
- 2月20日、美味しい曖昧 2nd ONEMAN「曖昧なワンマン2」（Veats SHIBUYA）開催[10]。
- 6月6日、美味しい曖昧 3rd ONEMAN「曖昧なワンマン3」（新宿BLAZE）開催。
- 10月31日、美味しい曖昧「いつもとちょっと違うワンマン1」（新宿ReNY）開催。

2023年
- 2月21日、美味しい曖昧 4th ONEMAN「曖昧なワンマン4」（LIQUIDROOM）開催。
- 5月24日、初の全国流通盤CDとなるシングル「曖昧なシングル4.1」リリース[11]。
- 6月6日、美味しい曖昧　5th ONEMAN「曖昧なワンマン5 -Curtain call-」（Zepp Shinjuku（TOKYO））開催[12]。
- 10月20日、美味しい曖昧6th ONEMAN「曖昧なミラクルフェアリーショー」（サンリオピューロランド フェアリーランドシアター）開催[13]。

2024年
- 6月4日、美味しい曖昧7th ONEMAN「曖昧なワンマン7」（Zepp Shinjuku (TOKYO)）開催。
- 6月12日、『美味しいアルバム2』リリース。
- 10月12日 - 11月9日、初の東名阪ツアー「マジカルアプリコット」開催。

## メンバー
| 名前                          | 誕生日   | 血液型 | 出身地   | メンバーカラー | 備考                                                                              |
| ----------------------------- | -------- | ------ | -------- | -------------- | --------------------------------------------------------------------------------- |
| 雨已耶 いちか うやむや いちか | 4月4日   | O型    | 東京都   | 黄             | 元Payrin's（「瀬川いちか」） 2025年4月1日加入                                     |
| 凡 やよい およそ やよい       | 4月1日   | AB型   | 大阪府   | 白             | SCREW YOU時代は「YAYOI」 これまでリリースされた全作品のジャケットのイラストを担当 |
| 幽花 はるか かすか はるか     | 3月4日   | O型    | 福島県   | 赤             | SCREW YOU時代は「KOEDA」                                                          |
| 切兎 うずめ きっと うずめ     | 6月22日  | AB型   | 宮崎県   | 紫             | SCREW YOU時代は「MEI」                                                            |
| 時織 せいな ときおり せいな   | 12月18日 | O型    | 神奈川県 | 水色           | 元LYSM（「月城せいな」) 2025年4月1日加入                                          |
| 双詩科 なのは ふたしか なのは | 1月24日  | AB型   | 東京都   | オレンジ       | 2021年5月1日加入                                                                  |
| 穂乃歌 みくる ほのか みくる   | 3月19日  | A型    | 東京都   | 青             | 元愛乙女☆DOLL（チームL）（「佐々木美紅」） 2025年4月1日加入                       |

### 元メンバー
- 彩負屋 なるみ（あやふや なるみ） - SCREW YOU時代は「NARUMI」。2021年2月6日卒業
- 台帯 えいな（だいたい えいな） - SCREW YOU時代は「EiNA」。2021年2月13日卒業
- 彩負屋 ねむり（あやふや ねむり）- 2021年5月1日加入、2024年12月4日卒業